# Varpe
Varpe – wieś w Estonii, w prowincji Sarema, w gminie Lümanda.